# Walid Azarou
Walid Azarou ou Oualid Azarou, né le 11 juin 1995 à Aït Melloul, est un footballeur international marocain jouant au poste d'attaquant à Ajman Club.
Il fait ses débuts avec l'équipe nationale marocaine au début de 2017.

## Biographie

### En club

#### Débuts et formations à Adrar Souss (1995-2015)
Né à Aït Melloul en 1995, amoureux du football et malgré l'opposition de son père, Azarou décide à l'âge de 14 ans de devenir footballeur. Il rejoint le club amazigh d'Adrar Atlantic Souss évoluant en Championnat amateur, alors qu'il était encore jeune Walid atteint l'équipe première après avoir passé toutes les catégories d'âges du club. A l'âge de vingt ans, il fait un stage d'essai au Hassania d'Agadir en 2015 mais l'entraîneur Abdelhadi Sektioui n'accepta pas qu'Azarou rejoigne son équipe.

#### Difaâ d'El Jadida (2015-2017)
Walid rejoint en 2015 le Difaâ d'El Jadida entraîné par Jamal Sellami. Ce dernier ayant apprécié le style du jeune attaquant de pointe, lui fait confiance en l'intégrant au sein de l'équipe première.
Avec le nouvel entraîneur Abderrahim Taleb, Azarou attire l'attention en inscrivant un doublé contre le Raja Club Athletic lors du 16e de finale retour de la Coupe du Trône 2016, ce qui lui a permis de gagner sa place dans l'équipe première.
La saison 2016-2017 fut excellente et inoubliable pour Azarou au cours de laquelle il y inscrit 12 buts pour 8 passes décisives en championnat avec le DHJ. Ces belles performances lui permettront d'être appelé dans la sélection des Lions de l'Atlas.

#### Départ vers Al Ahly (2017-2020)
Le 18 juin 2017, il signe un contrat de 4 ans avec le célèbre club égyptien d'Al Ahly SC pour un montant de 1,4 million de dollars. Azaro exprime lors d'un interview que son intégration au sein d'Al Ahly SC n'était pas du tout difficile vu l'hospitalité de ses collègues.
Il participe avec les Diables Rouges au Championnat arabe des clubs 2016-2017 tenu en Égypte du 21 juillet au 6 août 2017 et marque son premier but lors de son quatrième match en demi-finale le 2 août contre  Al Faisaly (Jordanie) à la 99e minute.
Oualid Azarou se fait remarquer pour la première fois lors d'une rencontre comptant pour les demi-finales de Ligue des champions de la CAF contre l'Étoile du Sahel dans laquelle il inscrit un triplé. Oualid disputa également la finale de la Ligue des champions perdue contre le Wydad de Casablanca.
Azarou commence mal le début de saison et reçoit de grandes critiques de la part des supporters ainsi que les journalistes mais finalement grâce à l'entraîneur Hossam El Badry qui lui a attribué une grande confiance en le titularisant dans la plupart des rencontres, Azarou se ressaisit et commence de plus en plus à s'habituer au style de jeu égyptien et après de grandes prestations en championnat égyptien, le numéro 9 a été attribué à Walid.
Le Chouchou des supporters Ahlawy gagne sa place en tant que titulaire indiscutable et permet à son club de s'imposer face aux rivaux d'Al-Masry en marquant un but après la prolongation de la finale de la Supercoupe d'Égypte.
Il marque son dixième but contre l'Ittihad Alexandrie et devint donc le meilleur buteur d'Al-Ahly. Après une large victoire contre Al Nasr le 20 février 2018, Azarou est officiellement devenu le leader des meilleurs buteurs du championnat égyptien.
Au mois de mars 2018, il remporte le titre Mars d'Or du meilleur joueur marocain de l'année 2017. À la fin de la saison, Azarou reçoit le titre de meilleur buteur du championnat égyptien et devint le premier marocain à avoir ce titre.
Le 2 novembre 2018, lors de la finale aller de la finale de la Ligue des champions de la CAF 2018, il déchire volontairement son maillot pour induire l'arbitre en erreur et obtenir un second pénalty litigieux.
Pour ce geste, et sur la base de la vidéo, le 5 novembre 2018 la CAF le sanctionnera de 2 matchs de suspension pour comportement antisportif. Il manquera le match de retour de cette finale.

#### Ettifaq FC (depuis 2020)
Le 22 janvier 2020, il s'engage pour six mois de prêt avec une option d'achat à l'Ettifaq FC. Lors du mercato estival, il s'engage librement dans le club saoudien.

### En équipe nationale
En 2016, il est sélectionné par son ancien entraîneur au Difaâ d'El Jadida, Jamal Sellami afin de jouer avec l'Équipe nationale des locaux. Dès son premier match, il marque trois buts face au Liberia (4-2) le 31 août 2016 et puis dans la foulé, il récidive en inscrivant un doublé face à la Jordanie dans un autre amical (2-1) le 10 octobre de la même année.
Walid Azarou reçoit sa première convoction du coach français Hervé Renard en équipe du Maroc A le 24 mars 2017, dans le cadre d'un match amical contre le Burkina Faso (victoire 2-0) et au cours duquel il entra en fin de match. Il est titularisé pour la première fois lors des éliminatoires de la CAN 2019 à l'extérieur contre le tenant du titre l'équipe du Cameroun. Hervé Renard l’a sélectionné pour jouer le match face aux Comores le 1e samedi 13 octobre au stade Mohammed V de Casablanca.
Le 22 novembre 2021, il figure parmi les 23 sélectionnés de Houcine Ammouta pour prendre part à la Coupe arabe de la FIFA 2021. Le 4 décembre 2021, il délivre une passe décisive à Badr Benoun sur le deuxième but marqué contre la Jordanie à la 24ème minute (victoire, 0-4).

## Statistiques
| Saison                | Club                  | Championnat           | Championnat | Championnat | Coupe(s) nationale(s) | Coupe(s) nationale(s) | Compétition(s) continentale(s) | Compétition(s) continentale(s) | Compétition(s) continentale(s) | Autres compétitions | Autres compétitions | Autres compétitions | Total | Total |
| Saison                | Club                  | Division              | M.          | B.          | M.                    | B.                    | Comp.                          | M.                             | B.                             | Comp.               | M.                  | B.                  | M.    | B.    |
| 2015-2016             | DH El Jadida          | 1                     | 26          | 6           | 2                     | 1                     | -                              | -                              | -                              | -                   | -                   | -                   | 28    | 7     |
| 2016-2017             | DH El Jadida          | 1                     | 28          | 12          | 5                     | 2                     | -                              | -                              | -                              | -                   | -                   | -                   | 33    | 14    |
| 2017-2018             | Al Ahly SC            | 1                     | 30          | 18          | 2                     | 2                     | C1+C1                          | 6+2                            | 4+2                            | AC                  | 4                   | 1                   | 44    | 27    |
| 2018-2019             | Al Ahly SC            | 1                     | 4           | 1           | 0                     | 0                     | C1                             | 4                              | 4                              | -                   | -                   | -                   | 8     | 5     |
| Total sur la carrière | Total sur la carrière | Total sur la carrière | 88          | 37          | 9                     | 5                     | -                              | 12                             | 10                             | -                   | 4                   | 1                   | 113   | 53    |

### Matchs internationaux
Le tableau suivant liste les rencontres de l'équipe du Maroc dans lesquelles Walid Azarou a été sélectionné depuis le 24 mars 2017 jusqu'à présent.

## Palmarès

### En club
- Difaâ d'El Jadida
  - Championnat du Maroc:
    - Vice-champion en 2017

- Al Ahly SC (5)
  - Championnat d'Égypte (3) :
    - Vainqueur en 2018, 2019 et 2020

  - Coupe d'Égypte (1) :
    - Vainqueur en 2017

  - Supercoupe d'Égypte (1) :
    - Vainqueur en 2017

  - Ligue des champions de la CAF :
    - Finaliste en 2017 et 2018

### Distinctions personnelles
- Lauréat du prix du “meilleur joueur professionnel d’Égypte 2018 décerné par le magazine égyptien Washousha [6].
- Trophée Mars d'or du meilleur joueur marocain de l'année 2017[7].
- Meilleur buteur du  Championnat d'Égypte  de la saison 2017-2018[8].
- Meilleur joueur étranger du  Championnat d'Égypte  en 2018